# Gottfried Böttger

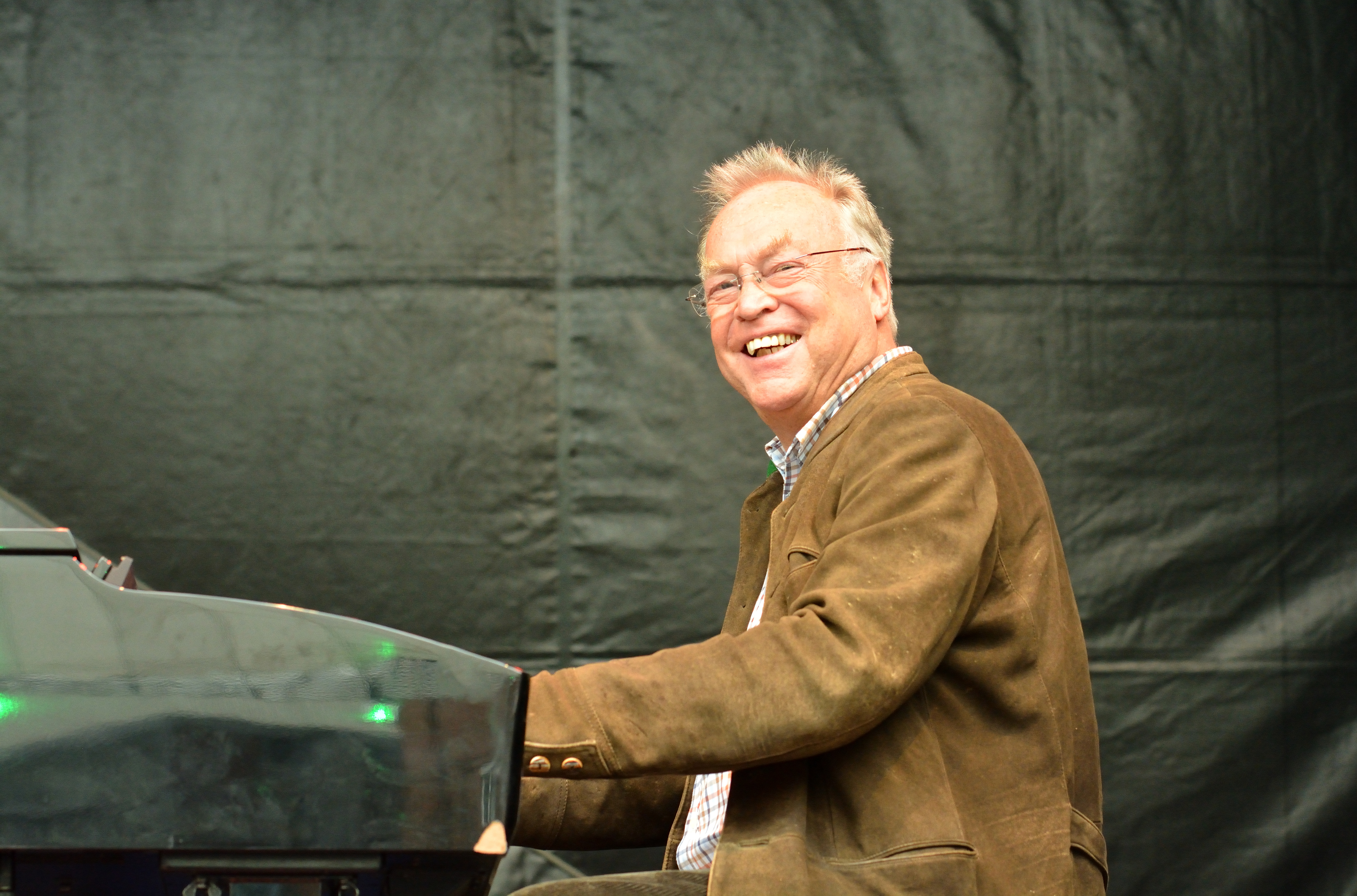
Gottfried Böttger in Hamburg, 2016

Gottfried Böttger (* 21. Dezember 1949 in Hamburg; † 16. Oktober 2017 ebenda) war ein deutscher Boogie-Woogie- und Ragtime-Pianist.

## Leben und Karriere
Böttger erhielt ab 1955 eine klassische Klavierausbildung, 1957 hatte er im Alter von sechs Jahren sein erstes öffentliches Konzert in der damaligen Pädagogischen Hochschule in Kiel, bei dem zufällig auch Justus Frantz vorspielte. Nach dem Abitur am Wilhelm-Gymnasium Hamburg gründete er 1969 mit Jerry Bahrs, Ulf Krüger, Uli Salm und Django Seelenmeyer die Jazz-Pop-Gruppe Leinemann. Die 1973 produzierte Solo-Schallplatte Gottfried goes happy, bei der Böttger von Ingo Kröger (Bass), Heinz-Peter Meyer (Banjo) und Kurt Giese (Schlagzeug) begleitet wird, wurde bei Karussell veröffentlicht. Ebenfalls 1973 erfolgte die Gründung des Panikorchesters mit Udo Lindenberg. Böttger wurde 1973 durch Udo Lindenberg in dessen Hit Alles klar auf der Andrea Doria mit der Liedzeile „Gottfried heißt der Knabe, da hinten am Klavier, und für jede Nummer Ragtime, kriegt er ’n Korn und ’n Bier“ verewigt.

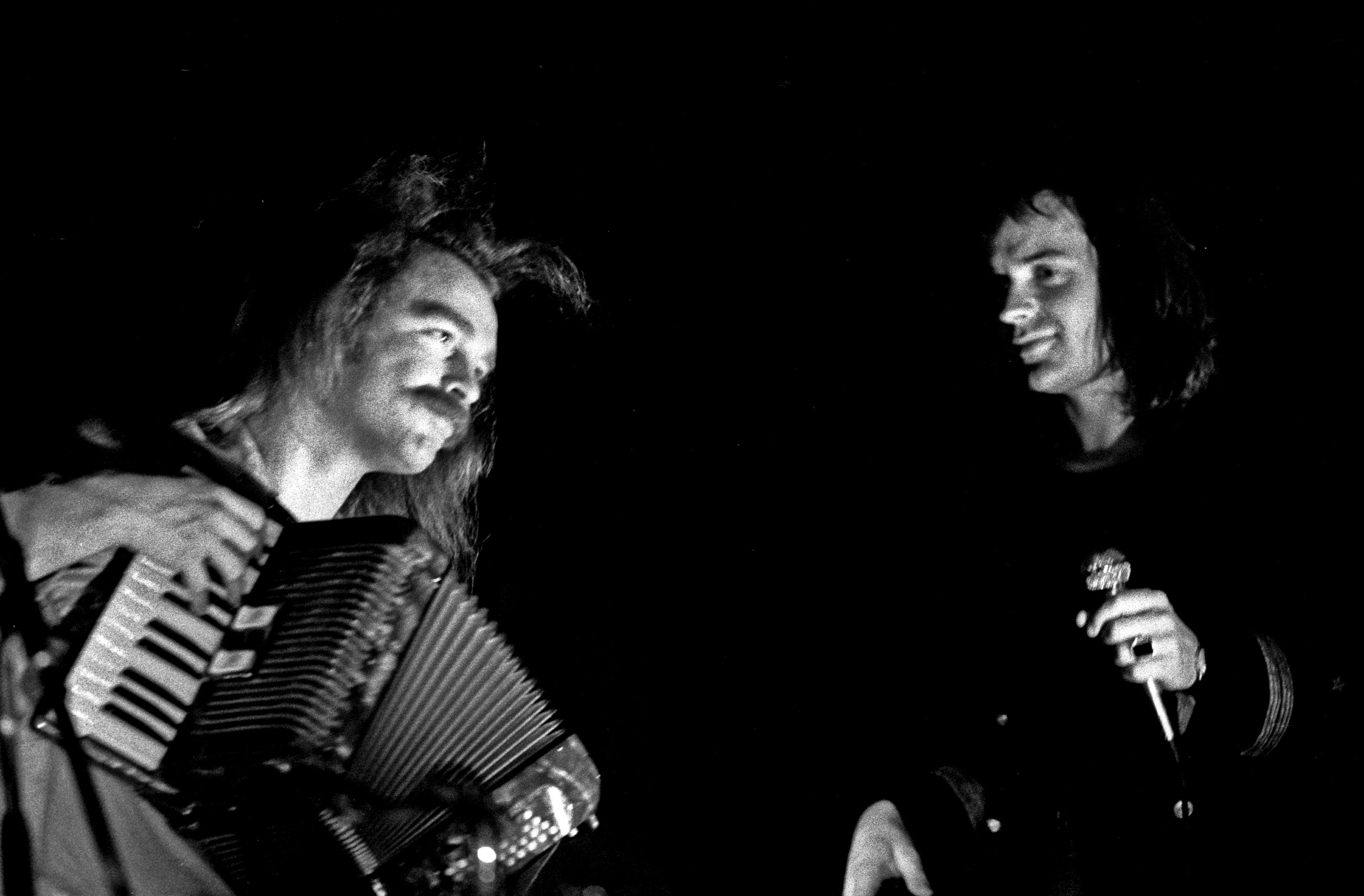
Gottfried Böttger und Udo Lindenberg in der Hamburger Musikhalle, 1974

1974 nahm er unter dem Pseudonym „Raggi Ragtime“ eine deutsche Version des Ragtime-Hits The Entertainer aus dem Film Der Clou auf. Den Text dazu schrieb Udo Lindenberg unter dem Pseudonym Felix Cix. Bei der Gründung der Rentnerband 1974 war er ebenfalls beteiligt. Seinen ersten Solo-Auftritt im Fernsehen hatte er am 22. Juli 1974 in der Sendung Musik aus Studio B. Dort spielte er Der Clou und wurde dabei von der Rentnerband begleitet.
Im selben Jahr nahm er mit seinem langjährigen Weggefährten Lonzo Westphal die Single Hamburg ’75 auf, welche 1975 veröffentlicht wurde und Eingangslied auf dem Sampler Top Szene Hamburg wurde. In diesem bekannten Stück, das Hans Scheibner für sie getextet hat, blicken die beiden als Greise wehmütig zurück auf ihre große Zeit in der Hamburger Szene rund um das Onkel Pö, zu der sie damals gehörten.
Im Weiteren veröffentlichte er zahlreiche Plattenaufnahmen, unter anderem mit dem amerikanischen Blues-Pianisten Memphis Slim, und schrieb Musik für Fernsehserien wie Tatort und Großstadtrevier. 1997 machte er auch eine Aufnahme mit dem südafrikanischen Spiritual-Interpreten Joe Curtis.
Seit 1997 war er Dozent für Mediendidaktik in der Studienrichtung Medieninformatik im Fachbereich Informatik an der Fachhochschule Anhalt und wurde dort später zum Honorarprofessor für Digitale Audiotechnik berufen.
In der Fernseh-Talkshow III nach 9 von Radio Bremen war Böttger seit der ersten Sendung am 19. November 1974 ständiger Pianist, teilweise auch im Duo mit Joe Pentzlin. Zum 40-jährigen Bestehen der Talkshow mit der Ausgabe am 14. November 2014 nahm der Musiker seinen Abschied aus der Sendung.

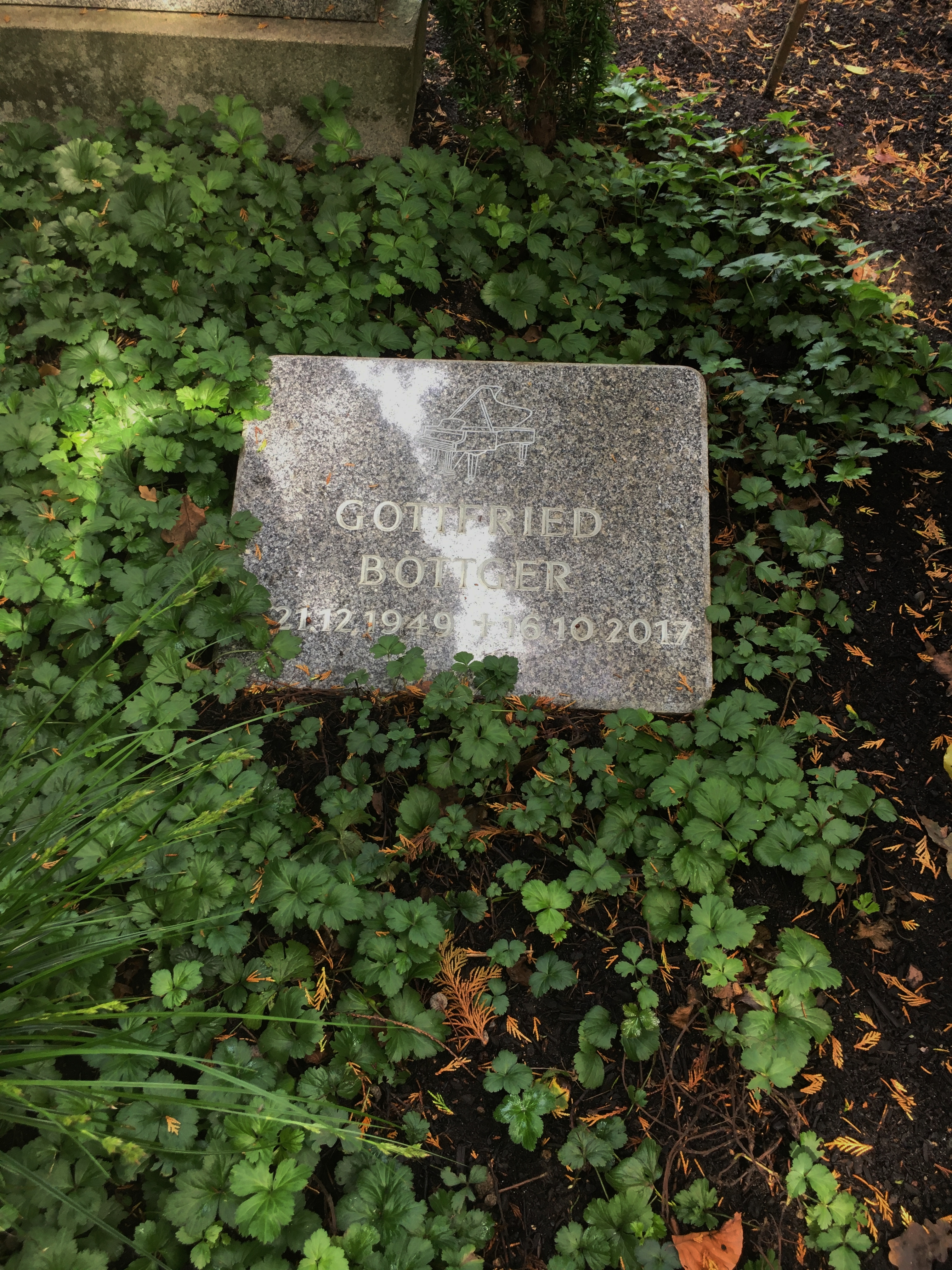
Grabstätte Gottfried Böttger auf dem Friedhof Ohlsdorf

1992 heiratete Böttger die klassische Pianistin Jasmin Schittek, mit der er 1991 und 1992 sowie 2005 drei CDs veröffentlichte. Sein 1999 geborener Sohn Bendix Böttger tritt ebenfalls als Pianist in Erscheinung. 2006 verließ seine Frau mit dem Sohn das Haus. Im April 2008 erfolgte die Scheidung. Ab etwa 2007 bis zu seinem Tod war seine Jugendfreundin Ellen von Spanyi seine Lebensgefährtin.
Gottfried Böttger starb im Oktober 2017 im Alter von 67 Jahren an Krebs. Auf dem Hamburger Friedhof Ohlsdorf im Planquadrat AC 30/121–22 liegt ein Gedenkstein auf dem Grab seiner Großeltern.

## Diskografie

### Alben
- 1973 Gottfried goes happy, Karussell[19][20]
- 1973 Made in Hamburg, Karussell[21]
- 1973 Hits à la Gottfried, Karussell[22]
- 1975 Gottfried Böttger, Telefunken[23]
- 1975 Gottfried & Lonzo: Party-Rags für Kneipe und Saloon (in Italien: Honky Tonk Saloon[24]), Telefunken[25]
- 1976 ...aber bitte mit Gottfried, Telefunken[26]
- 1977 Yes Sir, I Can Boogie, Telefunken[27]
- 1979 Gottfried Böttger, Joe Pentzlin: Direkt, Blind Man Records[28]
- 1982 Gottfried Böttger, Joe Pentzlin: Jahrgang 82, Blind Man Records[29]
- 1991 Jasmin Schittek, Gottfried Böttger: Blue Mozart – Das neue Mozart-Erlebnis, Aris, BMG[12]
- 1992 hand made, Aris, BMG[30]
- 1992 Jasmin Böttger, Gottfried Böttger: Blue Beethoven, Aris, BMG[13]
- 1994 Joe Pentzlin, Gottfried Böttger: Take Two, L+R Records, Bellaphon Records[31]
- 1996 Gottfried Böttger, Reiner Regel: Reedin' Piano, L+R Records, Bellaphon Records[32]
- 1999 Gottfried Böttger, Reiner Regel, Joe Curtis: Soul Serenade, MVM/Dossier/Konnex[33]
- 2003 Cécile Verny, Reiner Regel, Gottfried Böttger: I'm On My Way, Konnex Records[34]
- 2004 Axel Zwingenberger, Gottfried Böttger: Groovology, JA/NEIN Musikverlag[35]
- 2004 Horizons, JA/NEIN Musikverlag[36][37]
- 2005 Jasmin & Gottfried Böttger: Blue Opera – Classic meets Jazz, JA/NEIN Musikverlag[14]
- 2016 Henning Pertiet, Gottfried Böttger: Family Boogie, Stormy Monday[38]

### Singles
- 1974 Der Clou (The Entertainer) / Wettbüro-Stomp (als Raggi Ragtime), Reprise Records[39]
- 1975 Gottfried & Lonzo: Hamburg '75 / Senior Rag (instrumental), Telefunken[8]
- 1975 Man müßte Klavier spielen können / Gut Holz, Reprise Records[40]
- 1975 Heut' gehn wir auf'n Schwof / Ich hab' ja meinen Boogie Woogie, Telefunken[41]
- 1977 Gottfried & Les: Disco Boogie / Rapp's Boogie, Cinevox Record[42]

## Auszeichnungen
- Klavierspieler des Jahres 2006[43]
- NORD AWARD 2007